# Myrhorod
Myrhorod (en ukrainien : Миргород) ou Mirgorod (en russe : Миргород) est une ville et une station thermale de l'oblast de Poltava, en Ukraine, et le centre administratif du raïon de Myrhorod. Sa population s'élevait à 40 195 habitants en 2017.

## Géographie
Myrhorod est située au bord de la rivière Khorol, près du confluent de la rivière Lykhobabivka, à 81 km au nord-ouest de Poltava. En amont à une distance de 1 km de Myrhorod est le village de Bilyky, en aval à une distance de 0,5 km de Myrhorod est le village de Garkushintsi. La rivière à cet endroit est sinueuse, formant des estuaires, de vieilles rivières et des lacs marécageux.
Les autoroutes T 1710 T 1715, T 1719 et P42 traversent la ville ainsi que la voie ferrée. Le point d'entrée ferroviaire de la ville est la gare de Myrhorod. Elle possède aussi la base aérienne de Myrhorod.

## Histoire
Une forteresse est construite au XIe siècle à l'emplacement de la ville actuelle, suivant les ordres du grand-prince de Kiev Vladimir Ier. Elle fait partie d'une chaîne de postes fortifiés, chargés de protéger la frontière orientale de la Rus' de Kiev. L'ancienneté du premier document mentionnant Myrhorod est discutée. Certains historiens prétendent qu'en 1530 elle reçoit le droit de Magdebourg et un blason. D'autres considèrent que le plus ancien document date de 1575, lorsque le roi de Pologne, Étienne Báthory, lui donne le statut de ville polonaise. La ville reste soumise à la Pologne jusqu'à ce que les Cosaques réussissent à arracher leur indépendance à la Pologne, en 1648. À cette époque, Myrhorod est réputée pour sa production de poudre à canon.
En 1650, l'hetman des Cosaques d'Ukraine Bogdan Khmelnitski rencontre dans la ville des émissaires de l'Empire de Russie, pour discuter d'une éventuelle unification des deux États. Mais les négociations restent alors infructueuses. En 1654, cependant, l'Empire de Russie parvient à établir une relation avec l'État cosaque. De 1683 à 1727, le régiment cosaque de Myrhorod est commandé par Danylo Apostol, qui est hetman des Cosaques d'Ukraine de 1727 à 1734.
La ville, qui est rattachée au gouvernement de Poltava en 1802, est évoquée dans certains des écrits de l'écrivain russe Nicolas Gogol, né dans le village voisin de Velikie Sorotchinzy et qui avait passé une grande partie de sa jeunesse dans la région. En 1835, il publie un recueil de nouvelles intitulé Mirgorod. Le développement de la ville est entravé par les famines et les épidémies. La population de Myrhorod passa de 6 334 habitants en 1802 à 10 037 au recensement de 1897. À cette dernière date, elle comprenait 82,5 pour cent d'Ukrainiens, 12,4 pour cent de Juifs et 4,25 pour cent de Russes.
À partir de 1912, la ville se transforme en une importante station thermale, grâce aux qualités de ses eaux souterraines, recommandées aux personnes souffrant de gastrite, colite ou d'autres troubles du système digestif. C'est également une excellente eau de table. La Première Guerre mondiale puis la guerre civile russe interrompent le développement de la ville. Pendant la Seconde Guerre mondiale, la ville est occupée par l'Allemagne nazie du 13 septembre 1941 au 18 septembre 1943. Au sortir de la guerre, les établissements de bains sont détruits. La ville reprend ensuite son essor et atteint un pic de 46 663 habitants en 1989.

## Population
En 2001, les Ukrainiens représentaient 89,6 pour cent de la population et les Russes 9,0 pour cent.
Recensements (*) ou estimations de la population :
| 1897*  | 1923*  | 1926*  | 1939*  | 1959*  | 1970*  | 1979*  |
| ------ | ------ | ------ | ------ | ------ | ------ | ------ |
| 10 037 | 13 825 | 14 173 | 18 690 | 24 646 | 28 407 | 39 572 |

| 1989*  | 2001*  | 2013   | 2014   | 2015   | 2016   | 2017   |
| ------ | ------ | ------ | ------ | ------ | ------ | ------ |
| 46 663 | 42 886 | 41 109 | 40 876 | 40 603 | 40 413 | 40 195 |

## Personnalités liées
- Ivan Roudtchenko (1845-1905), né à Myrhorod, folkloriste, ethnographe, écrivain et critique littéraire
- Anatoliy Ivanovych Butenko (1938-2021), né à Myrhorod, universitaire et homme politique